# Competições artísticas nos Jogos Olímpicos
As competições artísticas fizeram parte dos modernos Jogos Olímpicos durante seus primeiros anos, de 1912 a 1948. As competições fazem parte da intenção original do fundador do Movimento Olímpico, Pierre de Fredy, o barão de Coubertin. Medalhas foram atribuídos a obras de arte inspiradas pelo esporte, divididos em cinco categorias: arquitetura, literatura, música, pintura e escultura.
As competições de artes foram abandonadas em 1954 porque os artistas eram considerados profissionais, enquanto os atletas olímpicos eram obrigados a serem amadores. Desde 1956, o programa cultural olímpico tomou o seu lugar.